# Muscat và Oman
Vương quốc Hồi giáo Muscat và Oman (tiếng Ả Rập: سلطنة مسقط وعمان Saltanat masqat wa-'Umān) là một cường quốc hàng hải từng có phạm vi bao gồm Vương quốc Hồi giáo Oman ngày nay và một phần lãnh thổ của UAE và Gwadar, Pakistan ngày nay. Đất nước này không nên nhầm lẫn với các Nhà nước Trucial, là các nhà nước Hồi giáo dưới quyền lực của Anh từ năm 1820.

## Kỷ nguyên mở rộng

Lá cờ của Imamate Oman (1856–1970). Đây là một lá cờ trắng với phù hiệu áo giáp Khanjar của Oman ở góc trên cùng bên trái. Khanjar vẫn được sử dụng ngày nay trong lá cờ của Vương quốc Hồi giáo Oman

Khu vực ven biển của Vương quốc Hồi giáo Muscat có lịch sử khác biệt với khu vực nội địa. Mặc dù các lãnh thổ nội địa nằm dưới sự kiểm soát danh nghĩa của những Sultan ở Muscat, nhưng chủ quyền trực tiếp được nắm bởi các nhà lãnh đạo bộ lạc và những nhà cầm quyền Hồi giáo Imamate Oman, các tu sĩ của giáo phái Hồi giáo Ibadi.
Vương quốc Hồi giáo Muscat sở hữu một lực lượng hải quân mạnh mẽ, cho phép họ tạo dựng một đế chế hàng hải bắt đầu từ việc trục xuất người Bồ Đào Nha năm 1650 kéo dài đến thế kỷ 19, ngày nay là Oman, vương quốc Ả Rập Xê Út, miền nam Baluchistan, Zanzibar và bờ biển liền kề Kenya, Tanzania và Mozambique. Vương quốc Hồi giáo Muscat cũng tham gia vào hoạt động buôn bán nô lệ vô cùng béo bở trên khắp Đông Phi. Gần đây, một tuyên bố đã được đưa ra bởi một bộ trưởng Oman, cho thấy rằng Vương quốc đã kiểm soát quần đảo Mascarene xa xôi vào đầu thế kỷ 15.

## Hợp nhất và suy yếu

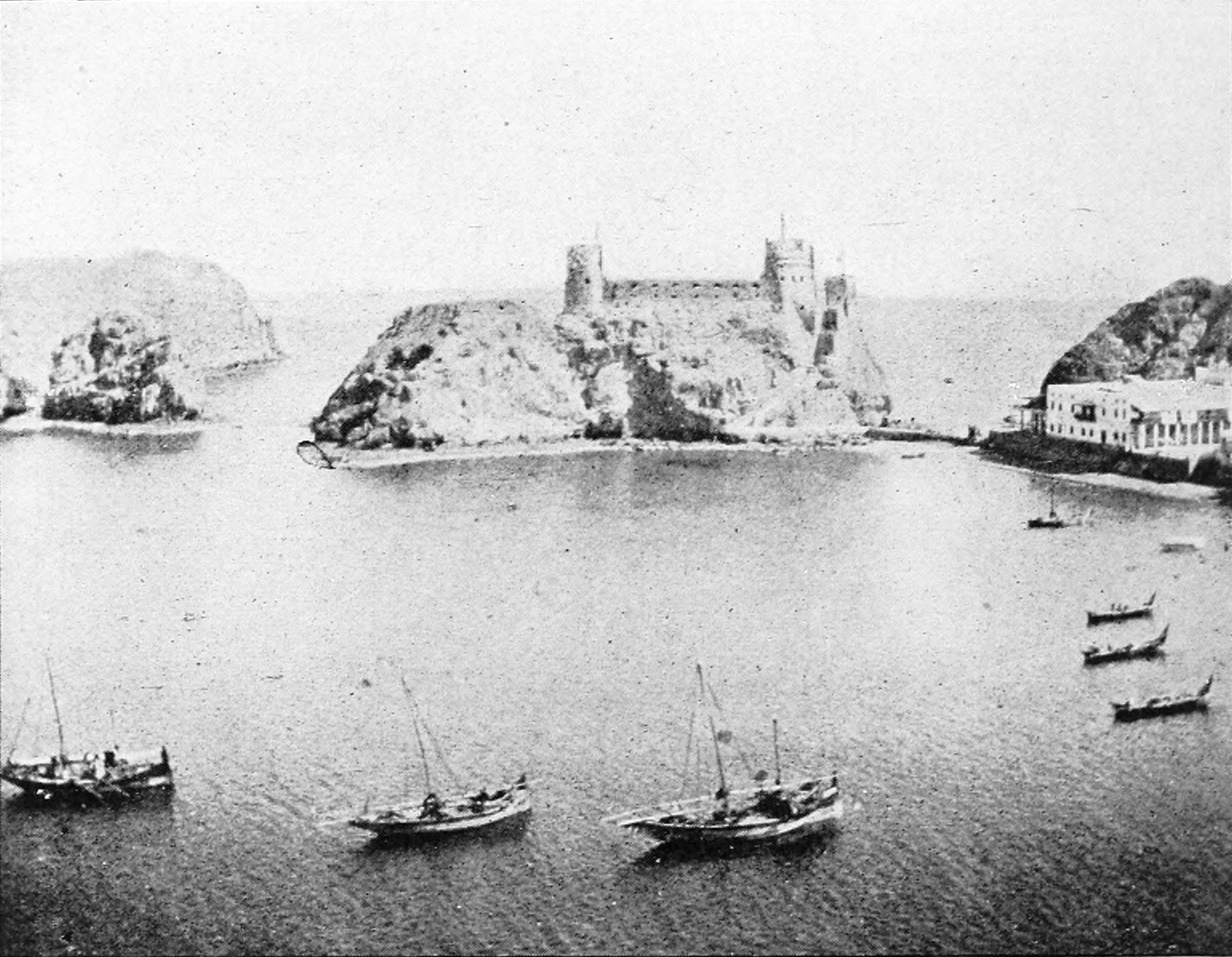
Cảng Muscat vào 1903.

Vào đầu những năm 1820, Vương quốc đã mất hầu hết các vùng lãnh thổ chủ quyền thuộc khu vực Vịnh Ba Tư, nơi đây đã trở thành các quốc gia Trucial dưới sự bảo hộ của Anh. Vị vua thứ năm của triều đại Al Said, Said bin Sultan, củng cố các vùng lãnh thổ và lợi ích kinh tế của Oman. Tuy nhiên, hạm đội Oman đã không thể cạnh tranh lại các hạm đội châu Âu với kỹ thuật tiên tiến hơn và Vương quốc mất nhiều thị phần thương mại ở Nam Á. Áp lực của người Anh nhằm từ bỏ buôn bán nô lệ tiếp tục dẫn đến việc ngăn chặn sự bành trướng chính trị và kinh tế của Vương quốc.
Vào ngày 4 tháng 6 năm 1856, Bin Sultan qua đời mà chưa kịp chỉ định một người thừa kế ngai vàng, các thành viên của triều đại Al Said cũng không thể thống nhất một người cai trị mới. Thông qua hòa giải của Anh, hai nhà lãnh đạo được bổ nhiệm từ gia tộc Al Said; con trai thứ ba của Sultan, Thuwaini bin Said trở thành người cai trị đất liền. Con trai thứ sáu của ông, Majid bin Said, đã trở thành người cai trị của Vương quốc Zanzibar độc lập vào ngày 19 tháng 10 năm 1856. Các Sultan của Zanzibar sau đó đã phải trả một khoản tượng trưng hàng năm cho Muscat.
Vương quốc Hồi giáo Muscat thường xuyên bị tấn công từ bộ phận dân bộ lạc ở nội địa, họ phẫn nộ trước sự ảnh hưởng của người dân ven biển. Tuy nhiên, Sultanate có thể đàn áp nhờ sự giúp đỡ của người Anh. Sự phân chia lịch sử này tiếp tục trong suốt thế kỷ XX, Sultan Taimur bin Feisal cho phép quyền tự chủ hạn chế đối với Imamate Oman dưới thời Ibadi thông qua Hiệp ước Seeb năm 1920.
Lãnh thổ hải ngoại cuối cùng, cảng Gwadar trên Vịnh Oman đã được bán cho Pakistan vào năm 1958. Tuy nhiên, vương quốc đã giành được một số lãnh thổ vào năm 1967, khi Anh trả lại quần đảo Khuriya Muriya (ban đầu được cấp như một món quà từ Sultan đến Nữ hoàng Victoria vào năm 1854).

## Nổi loạn và công cuộc khai thác dầu
Việc phát hiện ra dầu ở Vịnh Ba Tư đã làm trầm trọng thêm sự tranh chấp giữa Sultan ở Muscat và Imams của Oman. Việc thăm dò dầu mỏ đã bắt đầu vào đầu những năm 1920 bởi Công ty dầu mỏ Anh-Ba Tư. Chiến tranh thế giới thứ hai đã làm gián đoạn nghiêm trọng hoạt động này.
Imam cuối cùng của Oman, Ghalib Bin Ali, bắt đầu một cuộc nổi dậy vào năm 1954 khi Sultan cấp giấy phép cho Công ty Dầu mỏ Iraq mặc dù thực tế là các mỏ dầu lớn nhất nằm bên trong Imamate. Sự thù địch đã giảm dần vào năm 1955, nhưng cuộc xung đột dài hơn phát triển thành cuộc nổi loạn Jebel Akhdar, Sultan Said bin Taimur dựa rất nhiều vào sự hỗ trợ quân sự của Anh. Công ty Dầu mỏ Iraq, cùng với nhà điều hành khai thác dầu mỏ, Petroleum Development Oman, thuộc sở hữu của các công ty dầu mỏ lớn của châu Âu, trong đó có thành viên British Petroleum, đã khuyến khích chính phủ Anh mở rộng hỗ trợ cho Sultan.
Cuộc nổi dậy nổ ra lần nữa vào năm 1957, khi Ả Rập Xê Út bắt đầu ủng hộ quân nổi dậy Ibadi, nhưng cuối cùng Sultan đã có thể thiết lập được sự ưu thế trước lực lượng ở nội địa. Cùng năm đó, lực lượng Anh bắn phá thị trấn Nizwa, thủ đô của Imamate, lật đổ nền dân chủ Ibadi. Ghalib Bin Ali bị lưu đày ở Ả Rập Xê Út và các lực lượng nổi dậy cuối cùng đã bị đánh bại hai năm sau đó, vào năm 1959. Hiệp ước Seeb bị chấm dứt và chế độ Imamate tự trị của Oman bị bãi bỏ.
Tần suất của hoạt động nổi dậy như cuộc nổi loạn Dhofar, được chính phủ cộng sản Nam Yemen hỗ trợ, đã thúc đẩy người Anh thay thế Sultan. Người Anh đã chọn con trai của Sultan, Qaboos bin Said, người đã bị nhốt trong cung điện, bởi vì người cha hoang tưởng của ông sợ một cuộc đảo chính. Qaboos bin Said được tự do, với sự giúp đỡ của lực lượng quân sự Anh, ông đã tổ chức một cuộc đảo chính thành công và được tuyên bố là Sultan của Muscat và Oman vào năm 1970. Các lãnh thổ mới được củng cố cùng với Muscat tái tổ chức thành Vương quốc Hồi giáo thống nhất ngày nay vào tháng 8 năm 1970.
Năm 1976, một lần nữa với sự trợ giúp của người Anh, Sultan đã nắm giữ toàn bộ các vùng lãnh thổ nội địa và đàn áp cuộc nổi dậy Dhofar.

### Sohar Sultanate
Vương quốc Sohar kéo dài từ năm 1920 đến khoảng năm 1932. Năm 1920, Sheik Ali Banu Bu Ali, một họ hàng của Sultan Taimur bin Faisal nổi loạn tại thị trấn Sohar ở phía bắc. Ông tự xưng là Sultan nhưng bị người Anh lật đổ vào năm 1932.